# Самут Пракан
Самут Пракан е една от 76-те провинции на Тайланд. Столицата ѝ е едноименният град Самут Пракан. Населението на провинция Самут Пракан е 1 828 044 жители (2010 г. – 18-а по население), а площта 1004,1 кв. км (70-а по площ). Намира се в часова зона UTC+7. Разделена е на 6 района, които са разделени на 50 подрайона и 396 села.